# Arianespace
Arianespace SA, Fundada el 1980, és una empresa francesa, subsidiària de l'Agència Espacial Europea, constituïda per un conjunt de trenta-vuit indústries aeronàutiques europees.
Arianespace s'encarrega de la comercialització dels sistemes de llançament Ariane 4 (programa ja tancat) i Ariane 5 pertanyents al programa Ariane. L'any 2002 acaparava el 50% del mercat de llançament de satèl·lits en òrbita geoestacionària. Una situació predominant que s'ha deteriorat una mica amb el pobre inici del programa espacial Ariane 5. En total s'han fet més de 130 llançaments des de l'any 1984. Arianespace usa el port espacial de Kourou, a la Guaiana Francesa, per fer els seus llançaments comercials.
Els seus principals accionistes són CNES, amb un 32,53, i EADS SPACE Transportation, amb un 28,59%.